# Anne Hathaway
Anne Jacqueline Hathaway (New York, 12. studenog, 1982.), američka glumica. Pozornost na sebe skrenula je 2001. ulogom u filmu Princezini dnevnici. Časopis FHM pozicionirao ju je 2009. na 9. mjesto najzgodnijih žena svijeta.

## Životopis
Rođena je u Brooklynu, a odrasla u New Jerseyu. Otac Gerard je odvjetnik, a majka Kate McCauley glumica i pjevačica. Ima dvojicu braće.
Vrlo rano se zainteresirala za glumu. Profesionalno se glumom bavi od 1999., godine te je do sada ostvarila desetak uloga.
Nakon uloge u tv-seriji, proslavila se glumeći u filmu Princezini dnevnici.
Kasnije je birala drugačije uloge, među kojima su filmovi Postajući Jane o Jane Austen, Planina Brokeback i Havoc.
Bila je prvi izbor za film Zalomilo se, ali ju je zamijenila Katherine Heigl.
Nastupila je i u filmu Vrag nosi Pradu.

## Filmografija
- Stvarna dobit, kao Meghan Green (1999.)
- Princezini dnevnici: Odjednom princeza, kao Mia Thermopolis (2001.)
- Druga strana raja, kao Jean Sabin (2001.)
- Povratak mačke, glas Haru Yoshioka (2002.)
- Nicholas Nickleby, kao Madeline Bray (2002.)
- Ella Enchanted, kao Ella od Frell (2004.)
- Princezini dnevnici: Ponovno princeza, kao Mia Thermopolis (2004.)
- Hoodwinked!, glas Red Puckett (2005.)
- Pustoš, kao Allison Lang (2005.)
- Planina Brokeback, kao Lureen Newsome (2005.)
- Vrag nosi Pradu, kao Andy Sachs (2006.)
- Janein povratak, kao Jane Austen (2007.)
- Get smart, kao Agentica 99 (2008.)
- Putnik, Clarie Summers (2008.)
- Rachel se vjenčava, kao Kym Buchman (2008.)
- Rat mladenki, kao Emma Allen (2009.)
- Polliwood, kao Anne Hathaway (2009.)
- Valentinovo, kao Liz (2010.)
- Alica u zemlji čudesa, kao Bijela kraljica (2010.)
- Obiteljski čovjek, majka, Maggie, Anne Hathaway (2010.)
- Ljubav i drugi lijekovi, kao Maggie Murdock (2010.)
- Mladoženja, kao Lindsay Malone (2010.)
- Rio, kao Juli (2011).
- Jedan dan, kao Emma Dies (2011.)
- Jadnici, kao Fantine (2012.)
- Vitez tame: Povratak, kao Selina Kyle (2012.)
- Rio 2, kao Juli (2014.)
- Interstellar, kao Dr. Amelia Brand (2014.)
- The Intern, kao Jules Ostin (2015.)
- Alica u zemlji čudesa: Iza ogledala, kao Bijela kraljica (2016.)